# Зверховська Людмила Анатоліївна
Людми́ла Анато́ліївна Зверхо́вська (*24 червня 1954) — українська кіноактриса.

## Життєпис
Народилася 24 червня 1954 року в Києві.
У 1977 році — закінчила Київський державний інститут театрального мистецтва імені І. Карпенка-Карого.
Працювала на Київській кіностудії імені Олександра Довженка.
Член Національної спілки кінематографістів України.
Емігрувала до США.

## Фільмографія
- 1977 — «Якщо ти підеш...»
- 1979 — «Мелодія Дворжака» (короткометражний)(Катка)
- 1979 — «Поїздка через місто» (секретарка Александрова, немає в титрах)
- 1979 — «Своє щастя» (дружина Рєзнікова)
- 1979 — «Важка вода» (епізод)
- 1979 — «Сімейне коло» (секретарка Поліни Юріївни)
- 1981 — «Осіння дорога до мами» (короткометражний)(робітниця ощадкаси)
- 1981 — «Історія одного кохання» (дама)
- 1981 — «Наше покликання» (непманка)
- 1981 — «Танкодром» (гостя на вечірці в окулярах, в 1-й серії)
- 1982 — «Житіє святих сестер» (черниця)
- 1982 — «Побачення» (епізод)
- 1983 — «Три гільзи від англійського карабіна» (епізод)
- 1984 — «Третій у п'ятому ряду»
- 1985 — «Побачення на Чумацькому шляху» (регулювальниця)
- 1988 — «Нові пригоди янкі при дворі короля Артура» (епізод)
- 1989 — «Важко бути богом»
- 1990 — «Мої люди» (вчителька)
- 1991 — «Зірка шерифа» (епізод)
- 1991 — «Оберіг»
- 1992 — «По-модньому» (епізод)
- 2000 — «Гра» (короткометражний)
- «Самотній вовк»